# Rascard

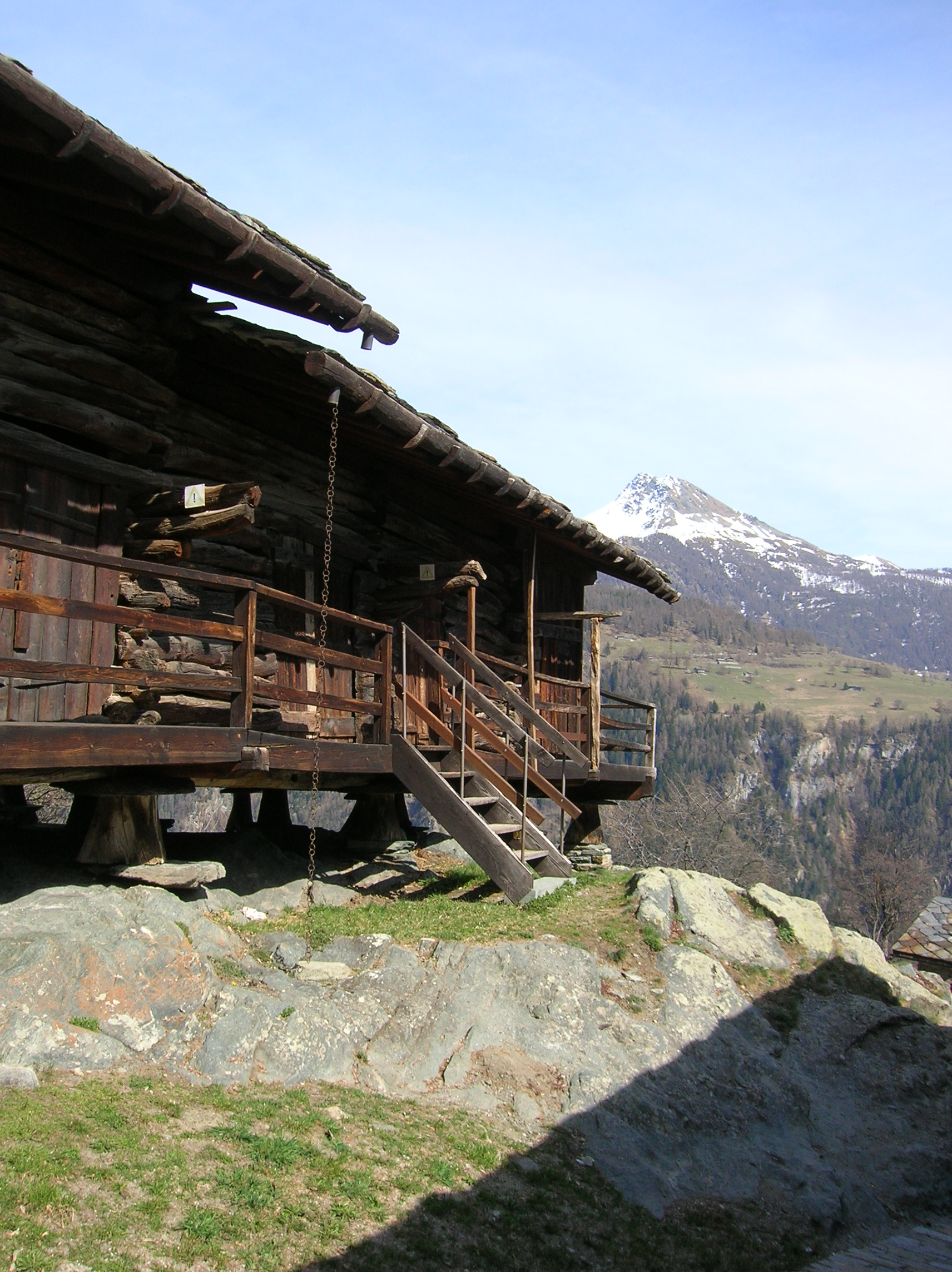
Il rascard di Triatel, al Musée du Petit-Monde a Torgnon, in Valle d'Aosta

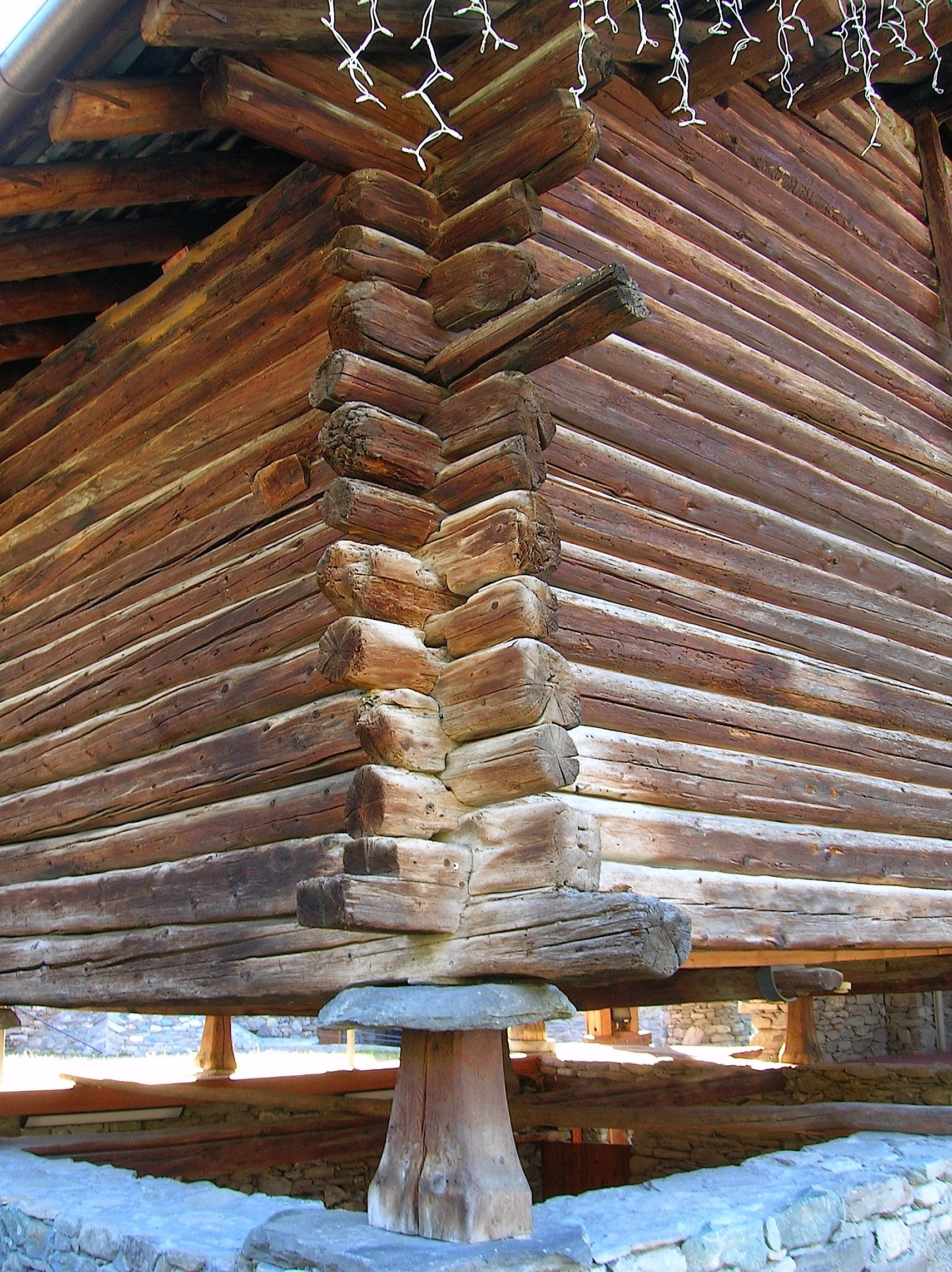
Dettaglio della tipica base "a fungo"

Il rascard (pron. fr. AFI: [ʁaskaʁ]), chiamato raccard in Svizzera romanda e regard in Savoia, è un edificio in legno tipico dei territori arpitani dell'arco alpino.

## Descrizione
Questi edifici erano utilizzati principalmente per la conservazione dei cereali e furono pensati in modo da evitare la formazione di umidità e l'attacco dei roditori.
Sono solitamente formati da due piani:
- al piano terreno c'erano la stalla e nella parte posteriore una piccola cantina interrata.
- il primo piano era utilizzato come abitazione e deposito per i cereali.

Il primo piano non appoggia direttamente pietra, ma è separato da essa mediante dei sostegni di legno e pietra che ricordano la forma di un "fungo".

## Diffusione
Questa tipologia edilizia si incontra in Svizzera romanda e in Savoia, dov'è definito rispettivamente raccard e regard.
È presente anche in Valle d'Aosta, dove prende il nome di rascard, in particolare in Valtournenche e Val d'Ayas, un tempo interessate dalle migrazioni dei Walser dal Vallese. La presenza dei rascard è riscontrabile anche nella vicina Valle del Lys, dove però sono conosciuti con il nome di stadel: in questa valle la civiltà e la lingua walser sono sopravvissute fino ai giorni nostri, a differenza delle altre due valli citate, oggi francoprovenzali.